# Мадрепоровые кораллы
Мадрепо́ровые кора́ллы, или склеракти́нии, или каменистые кораллы (лат. Scleractinia), — отряд коралловых полипов из подкласса шестилучевых кораллов (Hexacorallia). Близкородственны актиниям. Составляют самый обширный таксон Anthozoa, включающий около 3600 видов. В отличие от актиний, мадрепоровые кораллы выделяют экзоскелет из карбоната кальция.
Среди представителей Scleractinia есть одиночные формы, например, распространённый в Индо-Пацифике обитатель рифов коралл Fungia и некоторые глубоководные виды. Одиночные полипы достигают 50 см в диаметре. Однако большинство мадрепоровых кораллов — колониальные организмы. Диаметр их мелких полипов в среднем от 1 до 3 мм, однако колонии могут достигать нескольких метров в высоту, весить несколько тонн и состоять из 100 000 полипов и более.

## Скелет
Карбонатный скелет выделяется клетками нижней части полипа (подошвой) и образует чашечку. Скелет сплошной, от скелетной пластинки на подошве вверх внутри септ отходят радиальные скелетные перегородки.

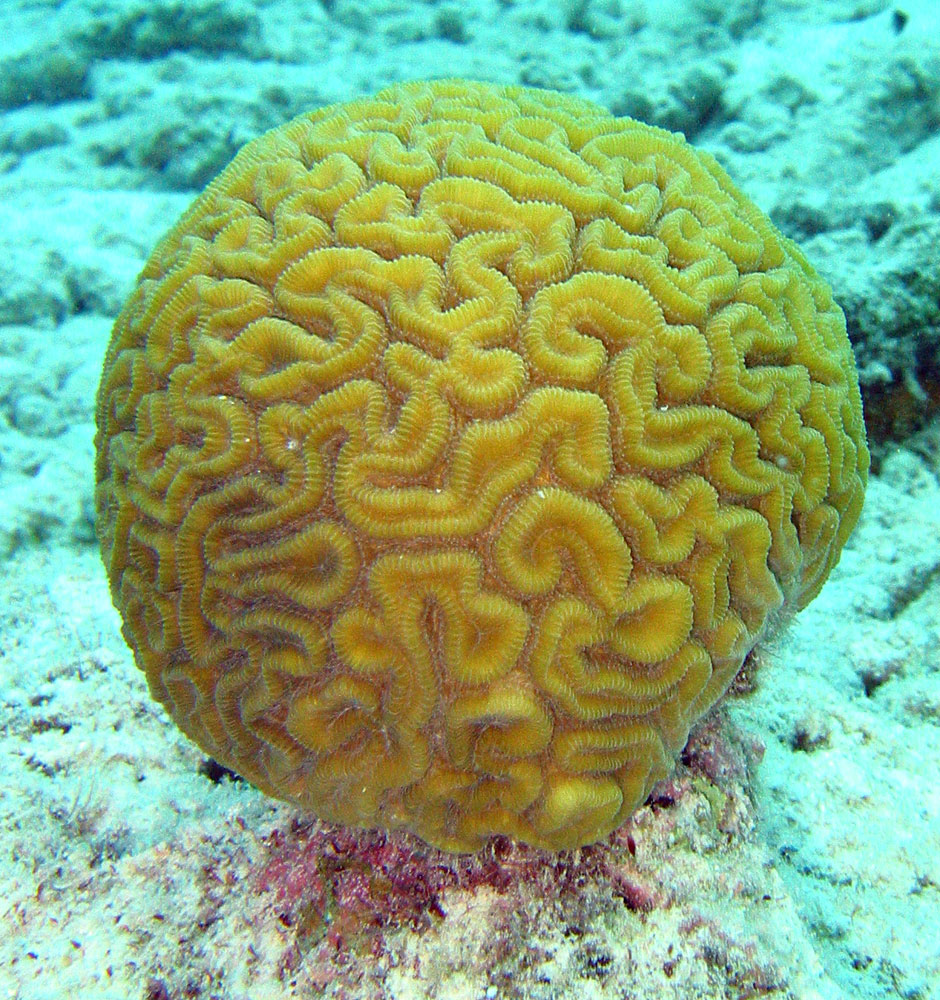
Мозговой коралл Diploria labyrinthiformis

Скелет постепенно наращивается, и у колониальных форм скелетные чашечки отдельных полипов сливаются в общий скелет колонии. В колонии полипы могут сливаться, образуя общий организм с единой полостью. Существует несколько типов колониальных полипов:
- Отдельный полип в индивидуальной чашечке, имеющий собственное ротовое отверстие, окруженное венчиком щупалец. Пример — колония фавии (Favia).
- В чашечке находится несколько (2—3) полипов в ряд. Ротовая полость окружена общим венчиком щупалец. Пример — некоторые виды цейлорий (Coeloria)
- В чашечке находятся несколько десятков полипов, частично образующих единую пищеварительную систему. Пример — колонии лобофиллий (Lobophyllia)
- Все полипы слиты в единый организм, так называемый мозговой коралл[англ.]. Пример — полипы из рода меандрин (Meandrivia).

Скелет современных мадрепоровых кораллов состоит из карбоната кальция в форме арагонита. Но ископаемые формы мадрепоровых водорослей (Coelosimilia) имели скелет, не содержащий арагонита.
Структура как одиночных, так и колониальных мадрепоровых кораллов легкая и пористая, а не твёрдая, как у четырёхлучевых кораллов.
По различиям микроструктуры мадрепоровые кораллы делят на четыре группы:
- Pachytecal: кораллы с очень толстыми стенками и рудиментарными перегородками. Вероятно, произошли от четырёхлучевых кораллов.
- Thick Trabecular: кораллы с толстыми трабекулярными перегородками.
- Minitrabecular: кораллы с тонкими трабекулярными перегородками.
- Fascilcular: кораллы с перегородками, построенными не из трабекул, а из пучков арагонита.

## Классификация
Эволюционные отношения среди кораллов впервые были рассмотрены в XIX и начале XX веков. Ранние схемы классификации использовали анатомические особенности полипов. Анри Мильн-Эдвардс и Джулс Хайм в 1857 году построили классификацию на микроскопических различиях скелета. В 1897 году Мария Огилви-Гордон разработала классификацию на особенностях скелетной микроструктуры и трабекулярных перегородок.
Томас Вейланд-Воган и Джон Вест Уэллс в 1943 году и Уэллс в 1956 году, используя модель трабекулярной перегородки разделили отряд на пять подотрядов.

### Семейства
На март 2020 года в отряд включают следующие семейства:
- Acroporidae
- † Acrosmiliidae
- † Actinacididae
- Agariciidae
- Agathiphylliidae
- † Amphiastreidae
- Anthemiphylliidae
- Astrocoeniidae
- † Aulastraeoporidae
- † Calamophylliidae
- Caryophylliidae
- † Cladophylliidae
- † Columastraeidae
- † Corbariastraeidae
- Coscinaraeidae
- † Cunnolitidae
- Deltocyathidae
- Dendrophylliidae
- Diploastraeidae
- Euphylliidae
- Faviidae
- Flabellidae
- Fungiacyathidae
- Fungiidae
- Gardineriidae
- Guyniidae
- † Haplaraeidae
- † Heterocoeniidae
- † Latomeandridae
- Lobophylliidae
- Meandrinidae
- Merulinidae
- Micrabaciidae
- † Microsolenidae
- Montastraeidae
- † Montlivaltiidae
- Oculinidae
- Oulastreidae
- Plesiastreidae
- Pocilloporidae
- Poritidae
- Psammocoridae
- Rhizangiidae
- Schizocyathidae
- Siderastreidae
- Stenocyathidae
- † Stylinidae
- † Synastraeidae
- † Thamnasteriidae
- Turbinoliidae